# Seznam chorvatských panovníků

Znak Chorvatského království

Tento seznam chorvatských panovníků zahrnuje chorvatská knížata a krále, a to jak krále chorvatské a dalmatské, tak krále slavonské, dalmatské. Seznam zahrnuje samostatné chorvatské krále a krále v personální unii s Uherskem. Uveden je i formální král Nezávislého státu Chorvatsko Tomislav II. Dále jsou v seznamu uvedeni chorvatští bánové a představitelé bánovin.

## Raná historie
Detaily týkající příchodu Chorvatů na území státu téměř nejsou zdokumentovány. Asi okolo roku 626 Chorvaté migrovali z Haliče na pozvání východořímského panovníka Herakleia. Mezi lety 641–689 král Radoslav přivedl Chorvatsko ke křesťanství.
| Existovali paralelně knížata Chorvatů z Panonie a Dalmácie |                              |
| Vévodové Chorvatů z Panonie                                | Vévodové Chorvatů z Dalmácie |

| Jméno              | Vláda        | Poznámky |
| Vojnomír           | 791 – c. 810 |          |
| Ljudevít Posávský  | před 818–823 |          |
| Ratimír Chorvatský | 829–838      |          |
| Braslav Sávský     | 880 – c.887  |          |

| Jméno              | Vláda            | Poznámky                                            |
| Porga neboli Borko | 660–680          |                                                     |
| Budimír            | 740–785          |                                                     |
| Višeslav           | 785–802          |                                                     |
| Borna              | 810–821          | Vazal franského krále Karla Velikého; syn Višeslava |
| Vladislav          | Leden 821–835    | syn Klonimíra                                       |
| Mislav             | 835–845          |                                                     |
| Trpimír I.         | 845–864          | Zakladatel dynasie Trpimírovců                      |
| Zdeslav            | 864              | syn Trpimíra I.                                     |
| Domagoj            | 864–876          | Připravil o trůn bratrance Zdeslava                 |
| Iljko              | 876–878          | Zabit během občanské války                          |
| Zdeslav            | 878 – květen 879 | (druhé období)                                      |
| Branimír           | 879–892          | syn Domagoje                                        |
| Mutimír/Muncimir   | 892–900          | syn Trpimíra                                        |
| Petr?              | c.900 – c.910    |                                                     |

| V roce 925 papež Jan X. korunoval Tomislava I. králem chorvatský a dalmatským. Od té doby je Chorvatsko dědičným královstvím |                         | |
| Jméno | Vláda                   | Poznámky |
| Kníže Tomislav I. Chorvatský – od roku 925 král                                                                              | c. 910 – 11. březen 928 | Zřejmě syn Mutimíra. Chorvatský stát měl největší rozlohu, zahrnoval Chorvatsko, Slavonsko, velkou část Dalmácie a Bosnu. Po smrti Tomislava I. stát oslabily občanské války a některá území, včetně Bosny, byla ztracena. |
| Trpimír II. | 11. březen 928–935      | Mladší bratr Tomislava I. |
| Krešimír I. Starý | 935–945                 | Syn Trpimíra II. |
| Miroslav | 945–949                 | syn Krešimíra I. |
| Michal Krešimír II. | 949–969                 | Mladší bratr Miroslava. K Chorvatskému království připojena Bosna. |
| Štěpán Držislav | 969–997                 | syn Michala Krešimíra II. |
| Helena Zadarská (Jelena Slavná)                                                                                              | 969 – 8. listopad 975   | |
| Svetoslav Suronja | 997–1000                | syn Šěpána Držislava |
| Krešimír III. | 997–1030                | Mladší bratr Svetoslava |
| Gojslav | 997–1020                | Mladší bratr Svetoslava |
| Byzantský císař Basileios II. Bulgaroktonos                                                                                  | 1019–?                  | Chorvatsko a Bosna pod vládnou byzantského císaře. |
| Štěpán I. | 1030–1058               | syn Krešimíra III. |
| Petr Krešimír IV. Veliký | 1058–1074               | syn Štěpána |
| Slavic | 1074–1075               | Zvolen chorvatskou šlechtou, bojoval s Dimitrijem Zvonimírem, zvoleným dědicem Petra Krešimíra IV. |
| Dimitrij Zvonimír | 1075–1089               | Bratranec Petra Krešimíra IV., okolo roku 1063 se oženil s Helenou Spanilou (maď. Ilona, chorv. Jelena Lijepa), dcerou uherského krále Bély I. Helena mohla být jeho spoluvládcerm.                                        |
| Štěpán II. | 1089 – prosinec 1090    | Syn Častimíra, mladšího bratra Petra Krešimíra IV. |
| Helena Spanila (Jelena Lijepa)                                                                                               | 1090–1091               | |
| Slavac? | 1090–1093               | Dalmatský rival |
| Ladislav I. Uherský | 1091–1092               | Syn Bély I., bratr Jeleny. Uznán chorvatským králem na koncilu chorvatské šlechty. Podle dohody byly Chorvatsko a Uhersko dva samostatné státy pod vládou Ladislava.                                                       |
| Almoš | 1091–1093               | Synovec Ladislava a syn uherského krále Gejzy I. |
| Petr Svačić (též Snačić) | 1093–1097               | Bojoval s Uherskem o ovládnutí Chorvatska. |
| Koloman | 1102                    | V bitvě u Petrovy Gory, kde byl podporován panonskými Chorvaty, porazil armádu chorvatské a dalmatské šlechty Petra Svačiće.                                                                                               |

| Od roku 1102 byl vládce Uher také vládcem Chorvatska a Dalmácie, se souhlasem chorvatské šlechty. Chorvatsku panují z jeho pověření bánové saborové. Personální unie Chorvatského království a Uherského se postupně stala reálnou unií. |                  |                |              |                                            |                                                                                               |
| Arpádovci |                  |                |              |                                            |                                                                                               |
| Portrét | Jméno            | Narození–úmrtí | Období vlády | Rodiče                                     | Poznámky                                                                                      |
| Koloman Uherský | Koloman          | asi 1070–1116  | 1102–1116    | Gejza I. Uherský Sofie z Loozu             |                                                                                               |
| Štěpán II. Uherský | Štěpán III.      | asi 1101–1131  | 1116–1131    | Koloman Felicie Sicilská                   | uherský král jako Štěpán II.                                                                  |
| Béla II. Uherský | Béla I.          | asi 1110–1141  | 1131–1141    | Álmoš Nitranský Předslava Kyjevská         |                                                                                               |
| Gejza II. Uherský | Gejza I.         | 1130–1162      | 1141–1162    | Béla II. Helena Srbská                     |                                                                                               |
| Štěpán III. Uherský | Štěpán IV.       | 1147–1172      | 1162–1172    | Gejza II. Efrozýna Kyjevská                | uherský král jako Štěpán III.                                                                 |
| Béla III. Uherský | Béla II.         | asi 1148–1196  | 1172–1196    | Gejza II. Efrozýna Kyjevská                |                                                                                               |
| Emmerich Uherský | Emerich          | 1174–1204      | 1196–1204    | Béla III. Anežka z Antiochie               |                                                                                               |
| | Ladislav II.     | asi 1200–1205  | 1204–1205    | Emmerich Konstancie Aragonská              | uherský král jako Ladislav III.                                                               |
| Ondřej II. Uherský | Ondřej I.        | 1177–1235      | 1205–1235    | Béla III. Anežka z Antiochie               | uherský král jako Ondřej II.                                                                  |
| Béla III. | Béla III.        | 1206–1270      | 1235–1270    | Ondřej I. Gertruda Meranská                |                                                                                               |
| Štěpán V. | Štěpán V.        | asi 1240–1272  | 1270–1272    | Béla III. Marie Laskaris                   | uherský král jako Štěpán V.                                                                   |
| Ladislav III. | Ladislav III.    | 1262–1290      | 1272–1290    | Štěpán V. Alžběta Kumánská                 | uherský král jako Ladislav IV.                                                                |
| Ondřej II. | Ondřej II.       | 1265–1301      | 1290–1301    | Štěpán Slavonský Kateřina Morosini         | uherský král jako Ondřej III.                                                                 |
| Anjouovci |                  |                |              |                                            |                                                                                               |
| Portrét | Jméno            | Narození–úmrtí | Období vlády | Rodiče                                     | Poznámky                                                                                      |
| Karel I. | Karel I.         | 1288–1342      | 1301–1342    | Karel I. Martel Klemencie Habsburská       |                                                                                               |
| Ludvík I. Veliký | Ludvík I. Veliký | 1326–1382      | 1342–1382    | Karel I. Alžběta Lokýtkovna                |                                                                                               |
| Marie I. | Marie I.         | 1371–1395      | 1382–1385    | Ludvík I. Veliký' Alžběta Bosenská         | Manželka Zikmunda Lucemburského                                                               |
| Karel II. Drački | Karel II. Drački | 1345–1386      | 1385–1386    | Ludvík z Durazza Markéta ze Sanseverina    |                                                                                               |
| Lucemburkové, Jagellonci a Jan zápolský |                  |                |              |                                            |                                                                                               |
| Portrét | Jméno            | Narození–úmrtí | Období vlády | Rodiče                                     | Poznámky                                                                                      |
| Zikmund | Zikmund          | 1368–1437      | 1387–1437    | Karel IV. Lucemburský Eliška Pomořanská    | Spoluvládcem Marie I., prakticky ale vládl sám Císař Svaté říše římské a král český, uherský… |
| Albrecht II. Habsburský | Albrecht         | 1397–1439      | 1437–1439    | Albrecht IV. Habsburský Johana Bavorská    | český, uherský a německý král jako Albrecht II.                                               |
| Alžběta Lucemburská | Alžběta          | 1409–1442      | 1439–1440    | Zikmund Barbora Cellská                    | Manželka Albrechta                                                                            |
| Vladislav I. | Vladislav I.     | 1424–1444      | 1440–1444    | Vladislav II. Jagello Sofie Holštýnská     | polský král jako Vladislav III. Varnenčik                                                     |
| Ladislav IV. | Ladislav IV.     | 1440–1457      | 1444–1457    | Albrecht Alžběta                           | také český král                                                                               |
| Matyáš Korvín | Matyáš Korvín    | 1440–1490      | 1458–1490    | János Hunyady                              |                                                                                               |
| Vladislav II. | Vladislav II.    | 1456–1516      | 1490–1516    | Kazimír IV. Jagellonský Alžběta Habsburská | také český král                                                                               |
| Ludvík II. | Ludvík II.       | 1506–1526      | 1516–1526    | Vladislav II. Anna z Foix a Candale        | také český král                                                                               |
| Jan Zápolský | Jan Zápolský     | 1487–1540      | 1527–1540    | Štěpán Zápolský Hedvika Těšínská           | zvolen slavonskou šlechtou                                                                    |

| Uhersko bylo poraženo v bitvě u Moháče v roce 1526. V roce 1527 chorvatská šlechta uznala Habsburka Ferdinanda chorvatským králem výměnou za to, že bude vést obranu proti Turkům. Tak se Habsburkové stali králi Chorvatska volbou a zároveň jako uherští králové. |                           |                |              |                                                        | |
| Habsburkové |                           |                |              |                                                        | |
| Portrét | Jméno                     | Narození–úmrtí | Období vlády | Rodiče                                                 | Poznámky |
| Ferdinand I. | Ferdinand I.              | 1503–1564      | 1527–1564    | Filip I. Sličný Jana I. Kastilská                      | také český král, rakouský arcivévoda                                                                                                 |
| Maxmilián II. | Maxmilián II.             | 1527–1576      | 1564–1576    | Ferdinand I. Habsburský Anna Jagellonská               | také český král, rakouský arcivévoda; syn Ferdinanda I.; vládl během bitvy u Szigetváru a chorvatsko-slovinského rolnického povstání |
| Rudolf | Rudolf II.                | 1552–1608      | 1576–1608    | Maxmilián II. Habsburský Marie Španělská               | také český král, rakouský arcivévoda                                                                                                 |
| Matyáš | Matyáš Habsburský         | 1557–1619      | 1608–1619    | Maxmilián II. Habsburský Marie Španělská               | také český král, rakouský arcivévoda                                                                                                 |
| Ferdinand II. | Ferdinand II. Štýrský     | 1578–1637      | 1619–1637    | Maxmilián II. Habsburský Marie Anna Bavorská           | také český král, rakouský arcivévoda                                                                                                 |
| Ferdinand III. | Ferdinand III. Habsburský | 1608–1657      | 1637–1657    | Ferdinand II. Štýrský Marie Anna Bavorská              | také český král, rakouský arcivévoda                                                                                                 |
| Leopold I. | Leopold I.                | 1640–1705      | 1657–1705    | Ferdinand III. Habsburský Marie Anna Španělská         | také český král, rakouský arcivévoda                                                                                                 |
| Leopold I. | Josef I.                  | 1678–1711      | 1705–1711    | Leopold I. Eleonora Magdalena Falcko-Neuburská         | také český král, rakouský arcivévoda                                                                                                 |
| Karel III. | Karel III.                | 1685–1740      | 1711–1740    | Leopold I. Eleonora Magdalena Falcko-Neuburská         | také český král, rakouský arcivévoda jako Karel II., poslední mužský člen rodu                                                       |
| Marie Terezie | Marie Terezie             | 1717–1740      | 1740–1780    | Karel III. Alžběta Kristýna Brunšvicko-Wolfenbüttelská | také česká královna, rakouská arcivévodkyně, vymřel sní rod Habsburků                                                                |

| Po smrti Marie Terezie nastoupil na trůn její syn Josef II., který již byl z dynastie Habsbursko-Lotrinské. Vzhledem k dějinnému významu Habsburků a velikosti jejich rodových držav, dalece přesahujícím lotrinskou dynastii, jež do té doby sehrávala v evropských dějinách úlohu spíše marginální, bývá označení Habsbursko-Lotrinská dynastie často zkracováno jako Habsburkové.. |                    |                |              |                                                               | |
| Habsbursko-lotrinská dynastie |                    |                |              |                                                               | |
| Portrét | Jméno              | Narození–úmrtí | Období vlády | Rodiče                                                        | Poznámky |
| Josef II. | Josef II.          | 1741–1790      | 1780–1790    | František I. Štěpán Lotrinský Marie Terezie                   | také český král, rakouský arcivévoda, bezdětný                                                                 |
| Leopold II. | Leopold II.        | 1747–1792      | 1790–1792    | František I. Štěpán Lotrinský Marie Terezie                   | také český král, rakouský arcivévoda                                                                           |
| František I. | František I.       | 1768–1835      | 1792–1835    | Leopold II. Marie Ludovika Španělská                          | chorvatský a dalmatský král také český král, rakouský arcivévoda, od r. 1806 dědičný rakouský císař            |
| František I. | Ferdinand V.       | 1793–1875      | 1835–1848    | František I. Marie Tereza Neapolsko-Sicilská                  | chorvatský, slavonský a dalmatský král také rakouský císař, český král, rakouský arcivévoda, dokucen abdikovat |
| František Josef I. | František Josef I. | 1830–1916      | 1848–1868    | František Karel Habsbursko-Lotrinský Žofie Frederika Bavorská | chorvatský, slavonský a dalmatský král také rakouský císař, uherský, dalmatský a český král, etc.              |

| Po osvobození Slavonie od Turků zde kromě vojenské hranice bylo roku 1744 utvořeno království Slavonie, které bylo v roce 1868, při Rakousko-uherském vyrovnání spojeno s chorvatským královstvím, kterého byla dříve Slavonie součástí. To se ale od Uherska v roce 1869 odtrhlo a požadovalo autonomii, tu dostalo v tzv. Uhersko-chorvatském vyrovnání (nagoda). Na Vídeňském kongresu byla Dalmácie vrácena Rakousku, které zde utvořilo autonomní korunní zemi Dalmatské království, k níž patřil Dubrovník i Kotor. Součástí Rakouska (od roku 1867 Rakouska-Uherska jako součást Předlitavska) pak byla až do roku 1918. |                    |                |              |                                                               |                                                            |
| Habsbursko-lotrinská dynastie |                    |                |              |                                                               |                                                            |
| Portrét | Jméno              | Narození–úmrtí | Období vlády | Rodiče                                                        | Poznámky                                                   |
| František Josef I. | František Josef I. | 1830–1916      | 1848–1916    | František Karel Habsbursko-Lotrinský Žofie Frederika Bavorská | také rakouský císař, uherský, dalmatský a český král, etc. |
| císař a král Karel I.(IV.) | Karel IV.          | 1887–1922      | 1916–1918    | Ota František Josef Marie Josefa Saská                        | také rakouský císař, uherský, dalmatský a český král, etc. |

Dne 29. října 1918 chorvatský (resp. chorvatsko-slavonský) parlament vyhlásil konec unie s ostatními zeměmi Koruny svatoštěpánské (Uherskem) a deklaroval připojení Království chorvatsko-slavonského ke Státu Slovinců, Chorvatů a Srbů. Tím ztratil termín Země Koruny svatoštěpánské svůj význam a přestal být používán. To samé provedli i zástupci korunní země Dalmatské královstvího.

## Chorvatští bánové (královi správci)
Od roku 1102 byl vládce Uher také králem Chorvatska a Dalmácie, se souhlasem chorvatské šlechty. Chorvatsku panují z jeho pověření bánové saborové.
| Habsburkové vládnou Chorvatsku (1527–1848) Uhersko byla poraženo v bitvě u Moháče v roce 1526. V roce 1527 chorvatská šlechta uznala Habsburka Ferdinanda chorvatským králem výměnou za to, že bude vést obranu proti Turkům. |                                  |                                            |
| Kryštof (Krsto) Frankopan (Frangepan) | 1527                             | (zemřel 1527) vnuk bána Štěpána Frankopana |
| Ivan Karlović z Krbavy (de Corbavia) | 1527–1531                        | (zemřel 1531) Oženil se s Ilonou Zrinskou  |
| Šimon Bakač z Erdődy | 1530–1534                        |                                            |
| Ludvík Pekry z Petroviny | 1532–1537                        |                                            |
| Tomáš Nádasdy proti… | 1537–1542                        |                                            |
| Petr Keglević z Bužimi | 1537–1542                        |                                            |
| Mikuláš Šubič Zrinský | 1542–1556                        | (1508–1566)                                |
| Petr Erdödy z Monyorokereku | 1557–1567                        |                                            |
| Lukáš Zekel z Ormosdu | 1567                             |                                            |
| Jiří Drašković s… | 1567–1575                        |                                            |
| Jan František Frankopan (Frangepan) ze Slunje a poté… | 1567–1573                        |                                            |
| Kašpar Alapić (Alapy) z Velikého Kalniku (Nagy-Kemle) | 1574–1575                        |                                            |
| Krsto Ungnad ze Sonnegu | 1576–1583                        |                                            |
| Toma Erdödy ze Monyorokereku (Eberau) | 1583–1595                        |                                            |
| Gašpar Stankovački | 1595–1596                        |                                            |
| Ivan Drašković z Trakostyanu | 1596–1606                        | (nar. 1550, zem. 1613)                     |
| Toma Erdödy | 1608–1615                        |                                            |
| Benedikt Thuroczy | 1615–1616                        |                                            |
| Nikola Frankopan ze Trsatu (Tersacz) | 1617–1622                        |                                            |
| Juraj Zrinski (Zrinyi) | 1622–1626                        |                                            |
| Žigmund Erdödy | 1627–1639                        |                                            |
| Ivan Drašković | 1639–1646                        |                                            |
| Nikola Zrinski | 1647–1664                        | (nar. 1620, zem. 1664)                     |
| Petr Zrinski | 1665–1670                        |                                            |
| Nikola Erdödy | 1671–1693                        |                                            |
| Adam Baćan (Batthyány) | 26. srpen 1693 – 7. září 1703    |                                            |
| Jan Bernard Pálffy | 24. leden 1704 – 17. únor 1732   |                                            |
| Jan III. Drašković z Trakošćanu | 17. únor 1732 – 4. leden 1733    | (zem. 1733)                                |
| Josip Eszterházy z Galanty | 13. srpen 1733 – 25. červen 1741 |                                            |
| György Branyng | 1741–1742                        |                                            |
| Karel Josef Batthyány | 16. březen 1743 – 6. březen 1756 |                                            |
| František Leopold z Nádasdy | 1756–1783                        |                                            |
| Fauszty Francis | 1757–?                           |                                            |
| František Esterházy z Galanty | 1783–1785                        |                                            |
| František de Paula Széchényi | 1783–1785                        |                                            |
| František Balassa z Gyarmatu | 1785–1790                        |                                            |
| Jan Nepomuk II. z Erdődy | 1790 – 30. březen 1806           |                                            |
| Ignác (Ignatius) Đulaj z Maros-Nemethy a Nadasky | 1806–1831                        |                                            |
| Franjo Vlašić | 10. únor 1832 – 16. květen 1840  |                                            |
| Juraj Haulík | 1840–1842                        |                                            |
| Franjo Haller z Hallerkeö/Hallersteinu | 1842–1845                        |                                            |
| Mons. Juraj Haulík | 1845 – 23. březen 1848           |                                            |

| Chorvatskou habsburským královským teritoriem (1849–1867) V odpovědi na uherskou národní revuluci v roce 1848. Chorvatsko samo se vyhlásil nezávislým na Uhersku, ale zůstalo loiálním Habsburské monarchii. |           |                        |
| Josip Jelacic | 1848–1859 | (nar. 1801, zem. 1859) |
| Ivan Coronini-Kronberg | 1859–1860 |                        |
| Josip Šokčević | 1860–1867 | (nar. 1811, zem. 1896) |

| Chorvatsko znovu pod uherskou kontrolou V roce 1867 se monarchie Habsburků rekonstituovala na duální monarchii Rakousko-Uhersko. |           |                        |
| Levin Rauch | 1867–1871 | (nar. 1819, zem. 1890) |

| Unie s Uherskem V roce 1868 se Chorvatsko a Slavonsko dostalo znovu pod vliv Uherska s omezenou autonomií. |           |                                                   |
| Koloman Bedeković Komorski                                                                                 | 1871–1872 | (nar. 1818, zem. 1889)                            |
| Eugen Kvaternik                                                                                            | 1871–1871 | (nar. 1825, zem. 1871) († při rebelii v Rakovici) |
| Antun Vakanović                                                                                            | 1872–1873 | (nar. 1808, zem. 1894)                            |
| Ivan Mažuranić                                                                                             | 1873–1880 | (nar. 1814, zem. 1890)                            |
| Ladislav Pejačević                                                                                         | 1880–1883 | (nar. 1824, zem. 1901)                            |
| Hermann von Ramberg                                                                                        | 1883–1883 | (nar. 1820, zem. 1899)                            |
| Dragutin Karoly Khuen-Héderváry                                                                            | 1883–1903 | (nar. 1849, zem. 1918)                            |
| Teodor Pejačević                                                                                           | 1903–1907 | (nar. 1855, zem. 1928)                            |
| Aleksandar Rakodczaj                                                                                       | 1907–1908 | (nar. 1848, zem. 1924)                            |
| Pavao Rauch z Nyeku                                                                                        | 1908–1910 | (nar. 1865, zem. 1933)                            |
| Nikola Tomašić                                                                                             | 1910–1912 | (nar. 1864, zem. 1918)                            |
| Slavko Cuvaj                                                                                               | 1912–1913 | (nar. 1851, zem. 1931)                            |
| Ivan Skerlecz                                                                                              | 1913–1917 | (nar. 1873, zem. 1951)                            |
| Antun Mihalović                                                                                            | 1917–1919 | (nar. 1868, zem. 1949)                            |

## Chorvatsko součástíKrálovství Srbů, Chorvatů a Slovinců(1921–1941)
| Chorvatsko součástí Království Srbů, Chorvatů a Slovinců (1918–1929) Po krátkém období nezávislosti se země stala částí Království Srbů, Chorvatů a Slovinců |                                    |                        |
| Ivan Paleček | 20. leden 1919 – 24. listopad 1919 |                        |
| Tomislav Tomljenović | 24. listopad 1919 – 22. únor 1920  |                        |
| Matko Laginja | 22. únor 1920 – 11. prosinec 1920  | (nar. 1852, zem. 1930) |
| Teodor Bošnjak | 1920–1921                          |                        |
| Tomislav Tomljenović | 2. březen 1921 – 3. červenec 1921  |                        |

| Jméno            | Vláda     |
| ---------------- | --------- |
| Josip Silović    | 1929–19.. |
| Ivo N. Perović   | 19..–1935 |
| Marko Kostrenčić | 1935–1936 |
| Viktor Ružić     | 1936–1939 |

| Jméno            | Vláda     |
| ---------------- | --------- |
| Ivo Tartaglia    | 1929–1932 |
| Josip Jablanović | 1932–1935 |
| Mirko Buić       | 1935–1939 |

| Jméno            | Vláda     |
| ---------------- | --------- |
| Josip Silović    | 1929–19.. |
| Ivo N. Perović   | 19..–1935 |
| Marko Kostrenčić | 1935–1936 |
| Viktor Ružić     | 1936–1939 |

| Jméno            | Vláda     |
| ---------------- | --------- |
| Ivo Tartaglia    | 1929–1932 |
| Josip Jablanović | 1932–1935 |
| Mirko Buić       | 1935–1939 |

## Nezávislý stát Chorvatsko(1941–1945)
| Po faktické likvidaci Jugoslávie nacistickým Německem okupací na jaře 1941 vyhlásili chorvatští ustašovci Nezávislý stát Chorvatsko, obsahující větší část chorvatských zemí a rovněž celou Bosnu a Hercegovinu. Hlavní postavou nového státu byl Ante Pavelić, který přijal titul vůdce. Chorvatsko bylo prohlášeno monarchií, jako hlava státu byl oficiálně režimem vybrán jako Tomislav II., 4. vévoda z Aosty princ Aimone Savojsko-Aosta, který pocházel z savojské dynastie. Ten však ale nedisponoval žádnou reálnou mocí a nikdy do Chorvatska nepřijel. V roce 1943 se titulu chorvatského krále vzdal. |              |                |              |                                           |          |
| Savojská dynastie |              |                |              |                                           |          |
| Portrét | Jméno        | Narození–úmrtí | Období vlády | Rodiče                                    | Poznámky |
| | Tomislav II. | 1900–1948      | 1941–1943    | Emanuel Filibert z Aosty Helena Orleánská |          |

## Chorvatsko součástí socialistické Jugoslávie
V letech 1945–1991 bylo Chorvatsko součástí republiky Jugoslávie, pro představitele Lidové republiky Chorvatsko (1945–1953) a Socialistické republiky Chorvatsko (1963–1991) přejděte na tento seznam: Seznam představitelů Chorvatska

## Nezávislé Chorvatsko
Od roku 1991 je země samostatná. Pro seznam chorvatských prezidentů přejděte na tento seznam: Seznam představitelů Chorvatska